# Katedrala svetog Ivana Vladimira u Baru

Katedrala svetog Ivana Vladimira u Baru, Crna Gora, je hram Mitropolije crnogorsko-primorske Srpske pravoslavne Crkve.

## Povijest
Prvi zahtjev za određivanje mjesta za izgradnju crkve u Baru podnio je državnom organu svećenik Bogić Femić nedugo nakon potresa 1979. godine. Tadašnje komunističke vlasti taj zahtjev nisu odobrile, tako da je dvije godine kasnije 17. ožujka 1981. inicijativni odbor za izgradnju hrama organizirao prosvjed zbog opstrukcije vlasti. Uslijedio je masovni miting pred gradskom Skupštinom, kao i potpisivanje peticije, pa je lokacija dobivena, oko 2 hektara u središtu Bara. Starješina hrama 2019. godine je protojerej-stavrofor Slobodan Zeković, a ostali svećenici ove crkve su i protojerej Ljubomir Jovanović kao i jerej Mladen Tomović.

## Izgradnja
Na dobivenoj lokaciji postavljen je betonski križ gdje su se redovno obavljale večernje molitve, čekajući neko bolje vrijeme za početak izgradnje crkve. Radovi na izgradnji katedralne crkve započeli su 2006. godine, ali zbog nedostatka sredstava prvi beton u temeljnu ploču crkve izliven je 3. srpnja 2009. godine, nakon čega je izgradnja krenula ubrzanim tempom. Crkva je završena i posvećena 25. rujna 2016. godine, na tisućitu godišnjicu od mučeničke smrti Svetog Ivana Vladimira

## Arhitektura
Katedrala je dimenzija 54,00 x 36,80 m, površine u osnovi 1.370 m², visine 44,50 m do vrha križa na središnjoj kupoli. To je najveći hram u Crnoj Gori, u koji može stati oko 1.200 ljudi. Po površini je veći 100 kvadratnih metara, a po visini 3 metra od Katedralne crkve u Podgorici. U crkvi je oslikano 4.860 kvadratnih metara zidova, izrađen ikonostas dužine 18,5 m i urađen podni mozaik od oko 1.700 m².
Crkva je oslikana u tradicionalnoj fresko tehnici. Kreč koji se koristi za malter na koji se nanosi boja dok je neosušen, u svježem stanju, treba biti star najmanje 4 godine, a što je stariji to je bolji. U čuvenoj krečani kod Spuža nađen je kreč star više od 40 godina, a na takvom kvalitetnom kreču oslikana freska ne blijedi. Njeno sazrijevanje traje i do 200 godina.
Na crkvi se nalazi 11 zvona, od kojih je najveće teško 800 kilograma. Zvona su smještena u dvije kule - zvonika, posvećene Svetom caru Konstatinu i njegovoj majci Svetoj carici Heleni, i Svetoj braći Ćirilu i Metodu.

## Posvećenje katedrale
Katedralu je posvetio pravoslavni Patrijarh jeruzalemski Teofil III. Ovaj događaj okupio je 18 nadbiskupa i metropolita iz svih pravoslavnih crkava, 12 biskupa Srpske pravoslavne Crkve, veliki broj javnih osoba Crne Gore i Srbije, diplomata, predstavnika Katoličke Crkve i Islamske zajednice, dobrotvore, priložnike i tisuće vjernika.